# 本橋精一
本橋 精一（もとはし せいいち　1915年 - 1946年1月31日）は、日本の元アマチュア野球選手。東京都出身。

## 来歴・人物
早稲田実業在学中は、甲子園に6回出場。春2回（1932年、1933年）、夏4回（1931年、1932年、1934年、1935年）出場。1931年～1932年春は二塁手で、1932年夏は三塁手で、1933年は遊撃手で出場し、ユーティリティープレイヤーぶりを発揮。翌1934年から投手で出場した。1935年夏は準決勝まで進出し、育英商（現・育英高等学校）の佐藤平七（後に毎日、阪急でプレー）と投げ合ったが、延長10回サヨナラ負けを喫した（スコアは3-4x）。中学時代のチームメイトに星野正男（後に金鯱）、南方義一（後に名古屋）、望月潤一（後にイーグルス）、太田健一（後にイーグルス、黒鷲）、安永正四郎（後に金鯱）等、後にプロ野球でプレーした選手が何人もいた。
1936年に早大に入学、大学野球でも二塁手として出場した。しかし早大卒業後応召され、戦地の中国で病を得て終戦。1946年1月31日に日本に帰還することが適わないまま、満州陸軍病院で戦病死した。享年30。
東京ドーム内の野球殿堂博物館にある戦没野球人モニュメントに、彼の名が刻まれている。